# Jan Johnson (travtränare)
Jan Johnson, även kallad F:et, född 1951 i Bollnäs i Gävleborgs län, är en svensk travtränare och travkusk, aktiv i Nordamerika. Han har tränat hästar som Supergill, Yankee Glide och Armbro Goal.

## Karriär
Redan då Johnson var 13 år gammal tillbringade han varenda skollov i Håkan Wallners stall i Stockholm. Johnsons far var ingenjör vid järnvägen och Jan fick fribiljetter för att åka från Bollnäs till Stockholm. När Johnson hade tagit studenten började han att arbeta i Wallners stall på heltid.
Johnson flyttade till USA 1973, där han fick rollen som andretränare hos Wallner, som hade sina första hästar i USA hos tränaren Glen Garnsey. Tillsammans med Berndt Lindstedt och Håkan Wallner startade han Continental Farms i USA, 1975. Rörelsen drevs parallellt med Lindstedts och Wallners svenska popstall. Rörelsen gynnades direkt av bra hästar i träning, och många av de hästar som tränades i USA har haft stor betydelse för den europeiska travaveln.
Continental Farms upplöstes i slutet av 1990-talet och Johnson drev sedan 2002 stallet i egen regi. Under åren med Lindstedt och Wallner körde stallet in mer än 55 miljoner dollar, med endast travhästar i stallet, inga passgångare.
Under större delen av sin karriär har Johnson pendlat mellan Florida på vintern och New Jersey på sommaren. Han bosatte sig senare året om på gården New Egypt Farm i New Jersey, till den såldes till Marcus Melander i slutet av 2013.

## Större segrar i urval
| År   | Lopp                                   | Häst             | Kusk             |
| ---- | -------------------------------------- | ---------------- | ---------------- |
| 1981 | Hambletonian Oaks                      | Spring Dash      | Berndt Lindstedt |
| 1984 | Breeders Crown 2YO Colt & Gelding Trot | Workaholic       | Berndt Lindstedt |
| 1985 | Hambletonian Oaks                      | Conch            | Håkan Wallner    |
| 1986 | World Trotting Derby                   | Royal Prestige   | Berndt Lindstedt |
| 1987 | Peter Haughton Memorial                | Supergill        | Berndt Lindstedt |
| 1987 | Breeders Crown 2YO Filly Trot          | Nan's Catch      | Berndt Lindstedt |
| 1988 | Hambletonian Stakes                    | Armbro Goal      | John Campbell    |
| 1988 | Hambletonian Oaks                      | Nan's Catch      | Berndt Lindstedt |
| 1988 | World Trotting Derby                   | Armbro Goal      | Berndt Lindstedt |
| 1989 | International Trot                     | Kit Lobell       | Berndt Lindstedt |
| 1990 | Kentucky Futurity                      | Star Mystic      | Jan Johnson      |
| 1990 | Breeders Crown 3YO Filly Trot          | Me Maggie        | Berndt Lindstedt |
| 1991 | Breeders Crown Open Mare Trot          | Me Maggie        | Berndt Lindstedt |
| 1996 | Peter Haughton Memorial                | Yankee Glide     | Berndt Lindstedt |
| 1997 | Peter Haughton Memorial                | Harry's Bar      | Berndt Lindstedt |
| 1997 | Hambletonian Oaks                      | Must Be Victory  | Berndt Lindstedt |
| 1999 | Peter Haughton Memorial                | Smok'n Lantern   | Berndt Lindstedt |
| 2000 | Peter Haughton Memorial                | Yankee Mustang   | Berndt Lindstedt |
| 2000 | Hambletonian Oaks                      | Marita's Victory | Berndt Lindstedt |
| 2001 | Merrie Annabelle                       | Fluttering Wings | Berndt Lindstedt |
| 2004 | Hambletonian Oaks                      | Silver Springs   | George Brennan   |